# The Sims Life Stories
The Sims Life Stories è un simulatore di vita reale sviluppato dalla Maxis e distribuito dalla EA Games, pubblicato il 6 febbraio 2007 in versione DVD-ROM Mac OS X. È il primo capitolo della serie di The Sims Stories, seguito da The Sims Pet Stories e The Sims Castaway Stories. Il gioco è una versione di The Sims 2 ottimizzata per computer portatili.

## Il gioco
Il gioco comincia in Modalità Storia con la storia di vita di Alice Novelli. Lei si trasferisce da SimCity a Quattro Cantoni per vivere con la sua zia Luisa ed avviare una vita nuova. Una seconda storia segue la vita di Vincent Moore, un milionario che sta cercando il vero amore. Entrambe le storie sono completate dal giocatore che può continuare in modalità Classica e libera che è simile al classico videogioco di The Sims 2. Le città nelle quali vivono Alice e Vincent sono anche giocabili quando le loro storie sono finite.